# خط ۴ شپرد
خط ۴ شپرد (انگلیسی: Line 4 Sheppard) جدیدترین و کوتاهترین خط متروی سیستم متروی تورنتو است که توسط کمیسیون حمل و نقل تورنتو (TTC) اداره می‌شود. در ۲۲ نوامبر ۲۰۰۲ افتتاح شد و دارای پنج ایستگاه مترو در امتداد ۵٫۵ کیلومتر (۳٫۴ مایل) مسیر است که به‌طور کامل در زیر زمین در ناحیه نورث یورک در امتداد خیابان شپرد شرقی بین خیابان یانگ و جاده دان میلز ساخته شده‌است.